# Гипофосфат натрия
Гипофосфат натрия — неорганическое соединение, соль щелочного металла натрия и фосфорноватой кислоты с формулой Na4P2O6, бесцветные кристаллы, малорастворим в холодной воде, разлагается в горячей, образует кристаллогидрат.

## Получение
- Растворение фосфина в концентрированном щелочном растворе перекиси водорода:

{\displaystyle {\mathsf {2PH_{3}+7H_{2}O_{2}+4NaOH\ {\xrightarrow {}}\ Na_{4}P_{2}O_{6}\downarrow +12H_{2}O}}}
- реакцией кислого гипофосфата натрия со щелочью:

{\displaystyle {\mathsf {Na_{2}H_{2}P_{2}O_{6}+2NaOH\ {\xrightarrow {}}\ Na_{4}P_{2}O_{6}\downarrow +2H_{2}O}}}

## Физические свойства
Гипофосфат натрия образует бесцветные кристаллы.
Плохо растворяется в холодной воде, в горячей разлагается.
Образует кристаллогидрат вида Na4P2O6• 10H2O.

## Химические свойства
- При нагревании кристаллогидрат разлагается:

{\displaystyle {\mathsf {4(Na_{4}P_{2}O_{6}\cdot 10H_{2}O)\ {\xrightarrow {250^{o}C}}\ PH_{3}+3Na_{4}P_{2}O_{7}+Na_{3}PO_{4}+NaOH+38H_{2}O}}}
- Разлагается горячей водой:

{\displaystyle {\mathsf {Na_{4}P_{2}O_{6}+2H_{2}O\ {\xrightarrow {100^{o}C}}\ Na_{2}H_{2}P_{2}O_{6}+2NaOH}}}
- Разлагается кислотами:

{\displaystyle {\mathsf {2Na_{4}P_{2}O_{6}+4HNO_{3}+H_{2}O\ {\xrightarrow {}}\ 2NaH_{2}PO_{4}+Na_{2}(P_{2}H_{2}O_{5})+4NaNO_{3}}}}
- Является слабым восстановителем:

{\displaystyle {\mathsf {Na_{4}P_{2}O_{6}+NaBrO\ {\xrightarrow {}}\ Na_{4}P_{2}O_{7}+NaBr}}}
- Вступает в обменные реакции:

{\displaystyle {\mathsf {Na_{4}P_{2}O_{6}+2Pb(CH_{3}COO)_{2}\ {\xrightarrow {}}\ Pb_{2}P_{2}O_{6}+4CH_{3}COONa}}}